# ال‌جی سی‌ان‌اس
ال‌جی سی‌ان‌اس (انگلیسی: LG CNS) شرکت فناوری اطلاعات کره‌ای است، که در سال ۱۹۸۷ تأسیس شد.